# Raphael Framberger
Raphael Framberger (Augsburg, 6 september 1995) is een Duits voetballer die speelt als verdediger. Hij maakte in 2017 zijn debuut in de Bundesliga voor FC Augsburg. 

## Clubcarrière
Framberger begon met voetballen bij SV Cosmos Aystetten en verruilde deze vereniging in 2004 voor de jeugd van FC Augsburg. Op 16 augustus 2014 maakte hij zijn basisdebuut voor het tweede elftal, uitkomend in de Regionalliga Bayern, in de uitwedstrijd tegen Bayern München II, die uiteindelijk met 0-2 werd gewonnen.
Zijn basisdebuut in de Bundesliga maakte hij op 28 januari 2017 in de uitwedstrijd tegen VfL Wolfsburg. In deze wedstrijd gaf Framberger een assist waaruit de 1-2 viel.

## Clubstatistieken
| Seizoen | Club        | Competitie | Competitie | Competitie | Beker | Beker | Internationaal | Internationaal | Overig | Overig | Totaal | Totaal |
| Seizoen | Club        | Competitie | Wed.       | Dlp.       | Wed.  | Dlp.  | Wed.           | Dlp.           | Wed.   | Dlp.   | Wed.   | Dlp.   |
| ------- | ----------- | ---------- | ---------- | ---------- | ----- | ----- | -------------- | -------------- | ------ | ------ | ------ | ------ |
| 2016/17 | FC Augsburg | Bundesliga | 3          | 0          | 0     | 0     | -              | -              | 0      | 0      | 3      | 0      |
| 2017/18 | FC Augsburg | Bundesliga | 9          | 0          | 1     | 0     | -              | -              | 0      | 0      | 10     | 0      |
| 2018/19 | FC Augsburg | Bundesliga | 7          | 0          | 1     | 0     | -              | -              | 0      | 0      | 8      | 0      |
| Totaal  | Totaal      | Totaal     | 21         | 0          | 2     | 0     | 0              | 0              | 0      | 0      | 23     | 0      |

Bijgewerkt op 27 juli 2019.